# Typhoon Games
Typhoon Games Ltd. se fundó en agosto de 2001 en Hong Kong como una empresa de desarrollo y publicación de juegos que atiende principalmente al mercado asiático. Es la empresa hermana de Typhoon Media International Ltd. y tiene asociaciones estratégicas con Outblaze Ltd. y Dream Cortex .
Typhoon Games ha publicado varios juegos para PC, incluidos Yu-Gi-Oh! Online y Gurumin: A Monstrous Adventure, y ha desarrollado juegos como The Impossible Team Online Game y Hello Kitty: Roller Rescue para PlayStation 2 .

## enlaces externos
- Sitio oficial de Typhoon Games Archivado el 2 de septiembre de 2018 en Wayback Machine.

- Datos: Q7861179